# 青花鱼号潜艇 (SS-218)
青花鱼号潜艇（USS Albacore SS-218），是二战时期美国海军的一艘貓鯊級潛艇，舰名源自长鳍金枪鱼，是美国海军第二艘以其命名的舰艇。该潜艇于1942年6月1日入役，在太平洋戰區行动。青花鱼号在二战中共获得了9次战斗星章，因第2、第3、第8和第9次巡航获得1次总统单位嘉奖，最大的战果为击沉大鳳號航空母艦。1944年11月7日在津轻海峡附近触雷沉没。

## 行动历史

### 1942年
青花鱼号潜艇在康涅狄格州格罗顿的通用动力电船建造，1942年2月17日下水，同年6月1日入役。之后穿越巴拿马运河，于8月12日抵达珍珠港。
1942年8月至10月，前往楚克群島附近执行第一次巡航。经过53天的行动后，返回中途岛，进行整修并安装新的厄利孔20毫米机炮。
1942年11月11日，离开中途岛执行第二次巡航，行动海域为新幾內亞东北与新不列顛之间的水道。1942年12月18日，在马当附近以鱼雷击沉日本天龍號輕巡洋艦。12月30日返回澳大利亚布里斯班。

### 1943年
在对引擎进行大修后，于1943年1月20日开始执行第三次巡航。2月20日，在馬努斯島附近击中朝潮型驅逐艦大潮号，大潮号被击中后被拖曳航行，于次日沉没。 3月11日回到布里斯班。4月6日启航进行第四次巡航，行动区域包括所罗门群岛、俾斯麦群岛以及新几内亚北部海岸附近，未获得战果，5月26日回到布里斯班。
1943年6月16日前往所罗门群岛和俾斯麦群岛附近海域进行第五次巡航，未获战果，7月29日返回布里斯班。经过改装后，8月23日启航进行第六次巡航。9月4日凌晨，在波纳佩岛附近击沉辅助炮舰平城丸（	2,627 GRT）。9月26日回到布里斯班。
1943年10月12日开始进行第七次巡航。11月8日被友军飞机误炸受轻伤，11月10日，再次被友军飞机误炸，造成相当大的损伤，失去了所有辅助动力。11月25日，在帛琉海岸附近击沉了日本陆军运输船IJA Kenzan Maru。12月5日返回布里斯班。

### 1944年
1943年12月26日开始进行第八次巡航。1944年1月12日，击沉了客货船IJN Choko Maru No. 2 GO。1月14日，在帛琉以东海域击沉了吹雪型驱逐舰漣號。1月23日结束巡航，在图拉吉岛和中途岛进行了短暂的加油停留后，于2月22日返回珍珠港。之后前往加州马雷岛造船厂进行大修。5 月5日离开马雷岛，驶往珍珠港，在航行途中与SS-235进行了训练演习。5月13日抵达珍珠港，在接下来的两周内进行了最后的维修和训练。
1944年5月29日开始执行第九次巡航，行动海域为马里亚纳群岛以西和帛琉附近。在塞班島戰役打响后，青花鱼号奉命转移到更南100英里的位置，以期能够拦截小澤治三郎的第一机动舰队。6月19日上午07时50分，青花鱼号通过潜望镜观察到左舷11.8公里处的日军一艘航母、重型巡洋舰和驱逐舰，之后很快又在右舷发现了大鳳號航空母艦。青花鱼号逐渐接近大鳳號到4,800米，发射了六发鱼雷，其中一发击中大鳳號右舷。青花鱼后随即下潜逃离。这枚鱼雷攻击并未造成致命的损伤，但大鳳號损管不当，泄漏的油气充满了船只内部，于下午引发了大爆炸，最终沉没。7月3日，用甲板炮击沉了一艘从雅浦島向帛琉转移平民的木制帆船Daiei Maru。7月15日返回马朱罗。
1944年8月8日，启航前往日本执行第十次巡航，目标是丰后水道和紀伊水道。行动中击沉了1艘货轮Shingetsu Maru (880 GRT)和一艘獵潛艦Cha-165。9月25日返回珍珠港。
1944年10月24日，启航前往日本执行第十一次巡航，之后失联，未在预定的12月10日返回。12月21日，青花鱼号被认定失踪。1945年3月30日除籍。日方报告《敵潜水艦擊沈確認詳報第一号》（1944年11月15日著成）详细记录了青花鱼号的最后时刻。1944年11月7日，特种扫雷舰福荣丸7号在津轻海峡东出口江山岬灯塔附近巡逻，于中午12时35分听到水下爆炸声，同时附近风间浦村的防卫站也监听到两次水下爆炸声。之后在爆炸水域发现了大量的漂浮物，包括木头、床、书籍、香烟、衣服和食物等。2022年5月25日，日本“ラ・プロンジェ深海工学会”对水下残骸进行调查，26日，根据水下图像确定是青花鱼号。2023年2月16日，美国海軍歷史與遺產司令部（NHHC）宣布日本北海道海岸附近一处沉船遺址确认是青花鱼号。

### 书目
- (issuu). Historic Naval Ships Association.   [2022-09-02]. （原始内容存档于2009-03-01）.
- (issuu). Historic Naval Ships Association.   [2022-09-02]. （原始内容存档于2009-03-01）.
- アジア歴史資料センター（公式） （页面存档备份，存于）（外務省外交史料館）（防衛省防衛研究所）
  - Ref.C08030022900. .
  - Ref.C08030452600. .